# Grevillea neurophylla
Grevillea neurophylla es una especie de arbusto perteneciente a la familia Proteaceae. 

## Distribución y hábitat
Es originaria de los estados de Nueva Gales del Sur y Victoria en Australia. 
Hay dos subespecies :
- G. neurophylla subsp. fluviatilis, que se produce en las proximidades de los ríos Bemm, Cann, Génova y Wingan en Gippsland en Victoria.[1]
- G. neurophylla subsp. neurophylla[2]

Ambos figuran como "Raros en Victoria" en el Departamento de Sostenibilidad y Medio Ambiente del Asesor Lista de plantas raras o amenazadas en Victoria.

## Taxonomía
Grevillea neurophylla fue descrita por Michel Gandoger y publicado en Bulletin de la Société Botanique de France 66: 231. 1919.
Etimología
Grevillea, el nombre del género fue nombrado en honor de Charles Francis Greville, cofundador de la Real Sociedad de Horticultura.
neurophylla, epíteto derivado del latín que significa "con venas en las hojas"